# Luka Jelenić
Luka Jelenić (Zagabria, 24 maggio 2000) è un calciatore croato, difensore dell'Osijek.

## Carriera

### Club
Ha giocato nella prima divisione croata.

### Nazionale
Ha giocato nelle nazionali giovanili croate Under-15, Under-16 ed Under-21.

## Statistiche

### Presenze e reti nei club
Statistiche aggiornate al 14 giugno 2023.
| Stagione                  | Squadra                   | Campionato                | Campionato | Campionato | Coppe nazionali | Coppe nazionali | Coppe nazionali | Coppe continentali | Coppe continentali | Coppe continentali | Altre coppe | Altre coppe | Altre coppe | Totale | Totale |
| Stagione                  | Squadra                   | Comp                      | Pres       | Reti       | Comp            | Pres            | Reti            | Comp               | Pres               | Reti               | Comp        | Pres        | Reti        | Pres   | Reti   |
| ------------------------- | ------------------------- | ------------------------- | ---------- | ---------- | --------------- | --------------- | --------------- | ------------------ | ------------------ | ------------------ | ----------- | ----------- | ----------- | ------ | ------ |
| 2019-2020                 | Dinamo Zagabria II        | 2. HNL                    | 8          | 0          | -               | -               | -               | -                  | -                  | -                  | -           | -           | -           | 8      | 0      |
| 2020-2021                 | Dinamo Zagabria II        | 2. HNL                    | 28         | 0          | -               | -               | -               | -                  | -                  | -                  | -           | -           | -           | 28     | 0      |
| Totale Dinamo Zagabria II | Totale Dinamo Zagabria II | Totale Dinamo Zagabria II | 36         | 0          |                 | -               | -               |                    | -                  | -                  |             | -           | -           | 36     | 0      |
| 2021-2022                 | Inter Zaprešić            | 2. HNL                    | 27         | 0          | CC              | 1               | 0               | -                  | -                  | -                  | -           | -           | -           | 28     | 0      |
| 2022-2023                 | Varaždin                  | 1. HNL                    | 30         | 1          | CC              | 2               | 0               | -                  | -                  | -                  | -           | -           | -           | 32     | 1      |
| Totale carriera           | Totale carriera           | Totale carriera           | 93         | 1          |                 | 3               | 0               |                    | -                  | -                  |             | -           | -           | 96     | 1      |